# Doda Betta
Doda Betta är ett berg i Indien.   Det ligger i distriktet Nilgiri och delstaten Tamil Nadu, i den södra delen av landet, 1 900 km söder om huvudstaden New Delhi. Toppen på Doda Betta är 2 636 meter över havet. Doda Betta ingår i Nīlgiri Hills.
Terrängen runt Doda Betta är huvudsakligen kuperad. Doda Betta är den högsta punkten i trakten. Runt Doda Betta är det tätbefolkat, med 659 invånare per kvadratkilometer. Närmaste större samhälle är Utakamand, 4,7 km väster om Doda Betta. Omgivningarna runt Doda Betta är en mosaik av jordbruksmark och naturlig växtlighet.